# 63

63(육십삼)은 62보다 크고 64보다 작은 자연수이다.

## 수학
- 합성수로, 그 약수는 1, 3, 7, 9, 21, 63이다. 진약수의 합은 41이므로, 63은 부족수다.
- 12번째 헥사나치 수다. 앞의 헥사나치 수는 32, 다음은 125다.
- {\displaystyle 63=7\times 9}
  - 연속하는 두 홀수의 곱으로 나타낼 수 있으며, 이 성질을 지닌 앞의 수는 35, 다음 수는 99다.
- 6번째 메르센 수로, 2의 6제곱에서 1을 뺀 수다.

## 과학
- 유로퓸(Eu)의 원자번호.
- NGC 63: 물고기자리 방향에 있는 나선은하.

## 교통
- 고속도로
  - 유럽 고속도로 63호선: 핀란드 소단퀼래에서 투르쿠까지 이어지는 유럽 고속도로.
  - 아우토반 63호선(영어판, 독일어판): 독일의 고속도로.
- 국도 제63호선
  - 미국 63번 국도: 루이지애나주 러스턴(영어판)에서 위스콘신주 애슐랜드까지 이어지는 미국의 국도.
- 기타 도로
  - 현도 제63호선

## 군사
- U-63: 독일의 군용 잠수함. 제1차 세계 대전에 사용된 1916년제 모델(영어판)과 제2차 세계 대전에 사용된 1939년제 모델(영어판)이 있다.

## 문화유산
- 대한민국의 국보 제63호: 철원 도피안사 철조비로자나불좌상
- 대한민국의 보물 제63호: 경주 배동 석조여래삼존입상

## 방송
- 스카이라이프의 캐치온2 채널 번호.
- 지니 TV의 SPOTV 골프앤헬스 채널 번호.
- B tv의 아시아N 채널 번호.
- U+ TV의 CNTV 채널 번호.
- LG헬로비전의 월드클래식무비 채널 번호.
- B tv 케이블의 OCN 무비스2 채널 번호.
- KT HCN의 디원TV 채널 번호.

## 스포츠
- 63 병살: 야구에서 유격수→1루수의 순서로 공이 움직여 이루어지는 병살.

## 기타
- 날짜: 6월 3일
- 연도: 63년, 기원전 63년
- 63빌딩: 대한민국의 마천루.
- 필리핀의 국제전화 국가 번호.